# Seznam hrvaških leksikografov
Seznam hrvaških leksikografov.

## A
- Ivona Ajanović-Malinar
- Ivan Andrović
- Vladimir Anić
- Franjo Marija  Appendini
- Ivan Armanda

## B
- Božo Babić
- Stjepan Babić
- Vjekoslav Babukić
- Vesna Badurina Stipčević
- Lujo Bakotić
- Slavko Batušić
- Ivan Belostenec
- Julije Benešić
- Đuro Blažeka
- Damir Boras
- Josip Bratulić
- Vladimir Brodnjak
- Ivan Broz
- Dalibor Brozović
- Dunja Brozović Rončević
- Pero Budmani (Petar Budman)
- Željko Bujas

## C
- Lovro Cekinić
- Ilija Crijević
- Ivana Crljenko

## Č
- Željka Čavka
- Milan Čurčin

## Ć
- Pejo Ćošković

## D
- Ardelio Della Bella
- Dunja Detoni-Dujmić
- Đuro Deželić (1838 - 1907)
- Velimir Deželić stariji (1864 - 1941)
- Ivan Dežman
- Mirko Divković
- Žarko Domljan
- Josip Drobnič
- Vlatka Dugački

## E
- Ivan Esih

## F
- Goran Filipi (1954-2021)
- Ivan Filipović
- Marijan Filipović
- Rudolf Filipović
- Božidar Finka
- Višnja Flego
- Vilim Frančić
- Marin Franičević
- Rudolph Fröhlich (Veselić)

## G
- Marinko Gjivoje
- Venancij Glavina
- Alemko Gluhak
- Vlatka Godinić Mikulčić
- Ivo Goldstein
- Slavko Goldstein
- Oton Gorski
- Draško Gospodnetić
- Frano Gospodnetić
- Igor Gostl
- Martina Grčević
- Marijan Grgić
- Ljubiša Grlić
- Juraj Guić
- Mladen Grubiša?
- Vinko Grubišić?

## H
- Juraj Habdelić (1609-1678)
- Filip Hameršak
- Fabijan Hausser
- Zdenka Hercegovac
- Zlatko Herkov (1904-94)
- Igor Hofman
- Đeno Horvat
- Stjepan Horvat (enigmatik)
- Maja Hribar-Ožegović (teatrologinja)
- Antun Hurm

## I
- Jasna Ivančić
- Franjo Iveković
- Dubravka Ivšić Majić

## J
- Matija Jakobović (18. stol.)
- Zvonimir Jakobović
- Andrija (Andrej) Jambrešić
- Mile Japunčić
- Alojz Jembrih
- Zdenko Jecić
- Josip Jedvaj
- Nataša Jermen
- Josip Jernej?
- Ljubica Josić
- Ante Jurević
- Josip Jurin
- Blaž Jurišić?
- Bartol Jurjević (Bartul Đurđević)

## K
- Veljko Kajtazi
- Vladimir Karabaić
- Bartol Kašić
- Matija Petar Katančić
- Bratoljub Klaić
- Željko Klaić
- Mladen Klemenčić
- Iva Klobučar Srbić
- Martina Kokolari
- Josip Kolanović
- Nikica Kolumbić
- August Kovačec
- Krešimir Kovačević
- Marko Kovačević?
- Bruno Kragić
- Cvijeta Kraus
- Zoran Kravar
- Ivo Krbek
- Marko Kristić
- Mišo (Mijo) Krkljuš
- Miroslav Krleža
- Kruno(slav) Krstić
- Meri Kunčić
- Marija Kuntarić
- Rajko Kušević
- Mladen Kuzmanović

## L
- Tomislav Ladan
- Ante Lakoš
- Ljudevit Lalić
- Marijan Lanosović
- Vladimir Loknar
- Mijo Lončarić
- Nella Lonza
- Nikša Lučić
- Aldo Luppi

## M
- Trpimir Macan
- Rudolf Maixner
- Niko(la) Majnarić
- Anđelko Malinar
- Oleg Mandić
- Iva Mandušić
- Petar Mardešić
- Tomislav Maretić
- Jozo Marević
- Ivica Martinović
- Ranko Matasović
- Josip Matešić
- Đuro Matijašević (Mattei)
- Ivan Mažuranić
- Vladimir Mažuranić
- Rudolf Maixner
- Mira Menac Mihalić
- Nedjeljko Mihanović
- Jakov Mikalja (Micalia)
- Milan Moguš
- Andre Mohorovičić
- Vladimir Muljević (1913-2007)
- Stjepan Musulin

## N
- Anja Nikolić-Hoyt
- Darko Novaković

## O
- Nives Opačić
- Otto Opitz
- Marko Orešković

## P
- Elizabeta Palanović
- Adam Patačić
- Slavko Pavešić
- Vlatko Pavletić?
- Žarko Pavunić
- Olga Perić
- Ante Peterlić
- Marijana Pintar
- Rikard Podhorsky
- Zvonimir Potočić
- Fran Potočnjak
- Svetozar Požar
- Klara Pranjko
- Ivo Pranjković
- Hrvoje Pravdić
- Nenad Prelog
- Tijmen Pronk

## R
- Slaven Ravlić
- Adalbert Rebić (1937-2014)
- Krešimir Regan
- Pavao Ritter Vitezović
- Tea Rogić Musa

## S
- Željko Sabol
- Ljerka Schiffler-Premec (1941-2016)
- Ante Sekulić
- Ante Sentić
- Pavao Skalić
- Joža (Josip) Skok
- Petar Skok
- Ivan Smolčić
- Ružica Smrečki
- Mavro Spicer
- Šime Starčević
- Irina Starčević Stančić
- Aleksandar Stipčević
- Joakim Stulli
- Darko Stuparić
- Franjo Sušnik

## Š
- Tomislav Šakić
- Gustav Šamšalović
- Ambrozije Šarčević
- Josip Šentija (1931–2020)
- Anica Šeparović?
- Mirko Šeper
- Mate Šimundić
- Ivana Šiprak
- Antun Šojat
- Lada Šojat
- Duško Štefanović (1937-2023)
- Bogoslav Šulek
- Mladen Švab (1945-2000)

## T
- Blaž Tadijanović
- Ivan Tanzlingher Zanotti
- Lada Tajčević
- Ivan Tanzlingher Zanotti
- Mladena Tkalčević
- Jasminka Tolj
- Andrija Tomašek (1919-2019)
- Darja Tomić

## U
- Aleksandar Ugrenović
- Mate Ujević
- Jakov Užarević

## V
- Janez Vajkard Valvasor
- Saša Vereš
- Domagoj Vidović
- Živan Viličić
- Velimir Visković
- Pavao Ritter Vitezović
- Josip Voltić
- Josip Vončina
- Faust Vrančić
- Dragica Vranjić-Golub
- Vladimir Vratović
- Jere Luiđi Vrdoljak
- Antun Vujić

## Z
- Ivan Zoch / Ivan Branislav Zoch (1843-1921) ("Čika Apik")

## Ž
- Miljenko Žagar
- Milan Žepić
- Sebastijan Žepič
- Josip Živković
- Ante Žužul?